# Ceratophyllus styx
Ceratophyllus styx (лат.) — вид блох из рода Ceratophyllus. Эктопаразиты птиц.

## Распространение
В 1960-х годах были найдены во многих местах Украины: на Днепре, Днестре, Южном Буге, о. Бирючьем, вблизи Одессы. Обнаружены в гнёздах береговой ласточки.

## Подвиды
- C. s. styx
- C. s. concinnus
- C. s. freyi
- C. s. jordani
- C. s. riparius